# Tears in Heaven
〈Tears in Heaven〉은 1991년 영화 사운드트랙 《Rush》의 에릭 클랩튼과 윌 제닝스가 쓴 곡이다. 이 노래의 가사는 1991년 뉴욕의 한 아파트 건물에서 떨어져 죽은 클랩튼의 네 살 난 아들 코너를 생각하며 썼다.
이 곡은 미국에서 가장 많이 팔린 싱글곡으로 빌보드 핫 100에서 2위에 올랐고, 세 개의 그래미 어워드로 최우수 남자 팝 보컬상, 올해의 노래상, 올해의 레코드상을 받았다. 2004년에 《롤링 스톤》은 〈Tears in Heaven〉을 "역사상 가장 위대한 노래 500곡" 목록에 362위를 차지했다.

## 작곡 및 녹음
1990년 8월, 클랩튼의 매니저와 그의 친구이자 동료 음악가 스티비 레이 본은 헬리콥터 사고로 사망했다. 1991년 3월 20일, 클랩튼의 4살 난 아들 코너는 코너의 어머니의 친구 소유의 뉴욕시 아파트 53층 창문에서 떨어져 사망했다.
한 기간 동안 자신을 고립시킨 후, 클랩튼은 영화 《러쉬》(1991년)를 위해 음악을 작곡하면서 다시 일을 시작했다. 그는 윌 제닝스와 함께 사운드트랙을 위해 〈Tears in Heaven〉을 공동 작곡함으로써 아들의 죽음에 대한 슬픔을 다루었다. 1992년 한 인터뷰에서 클랩튼은 이 노래에 대해 "뒷통수였지만 이 영화를 찍기 전까지는 그럴 이유가 없었습니다. 그럴 만한 이유가 있었군요. 그리고 코너에 관한 것으로 간주될 수 있지만 영화의 일부이기도 하기 때문에 약간 애매합니다."라고 말했다.

## 인증
| 국가                                                                                         | 인증     | 판매량/출하량 |
| -------------------------------------------------------------------------------------------- | -------- | ------------- |
| 오스트레일리아 (ARIA)                                                                        | 골드     | 35,000^       |
| 일본 (RIAJ)                                                                                  | 골드     | 100,000*      |
| 뉴질랜드 (RMNZ)                                                                              | 골드     | 5,000*        |
| 영국 (BPI)                                                                                   | 골드     | 400,000       |
| 미국 (RIAA) Physical single                                                                  | 플래티넘 | 2,800,000     |
| 미국 (RIAA)                                                                                  | 골드     | 500,000*      |
| *판매량을 기반으로 한 인증 · ^출하량을 기반으로 한 인증 · 판매량+스트리밍을 기반으로 한 인증 |          |               |